# Senecio squalidus
Il senecione montanino (nome scientifico  Senecio squalidus  L., 1753) è una specie di pianta angiosperma dicotiledone della famiglia delle Asteraceae (sottofamiglia Asteroideae).

## Etimologia
Il nome generico (Senecio) deriva dal latino senex che significa “vecchio uomo” e fa riferimento al ciuffo di peli bianchi (pappo) che sormonta gli acheni, che ricorda la chioma di un vecchio. L'epiteto specifico (squalidus) si riferisce probabilmente agli ambienti molto disturbati e sporchi in cui la pianta cresce. Il nome comune (montanino) deriva dall'habitat tipico di queste piante: quello delle medio-alte quote alpine.
Il binomio scientifico attualmente accettato (Senecio squalidus) è stato proposto da Carl von Linné nella pubblicazione ”Species Plantarum” del 1753

## Descrizione

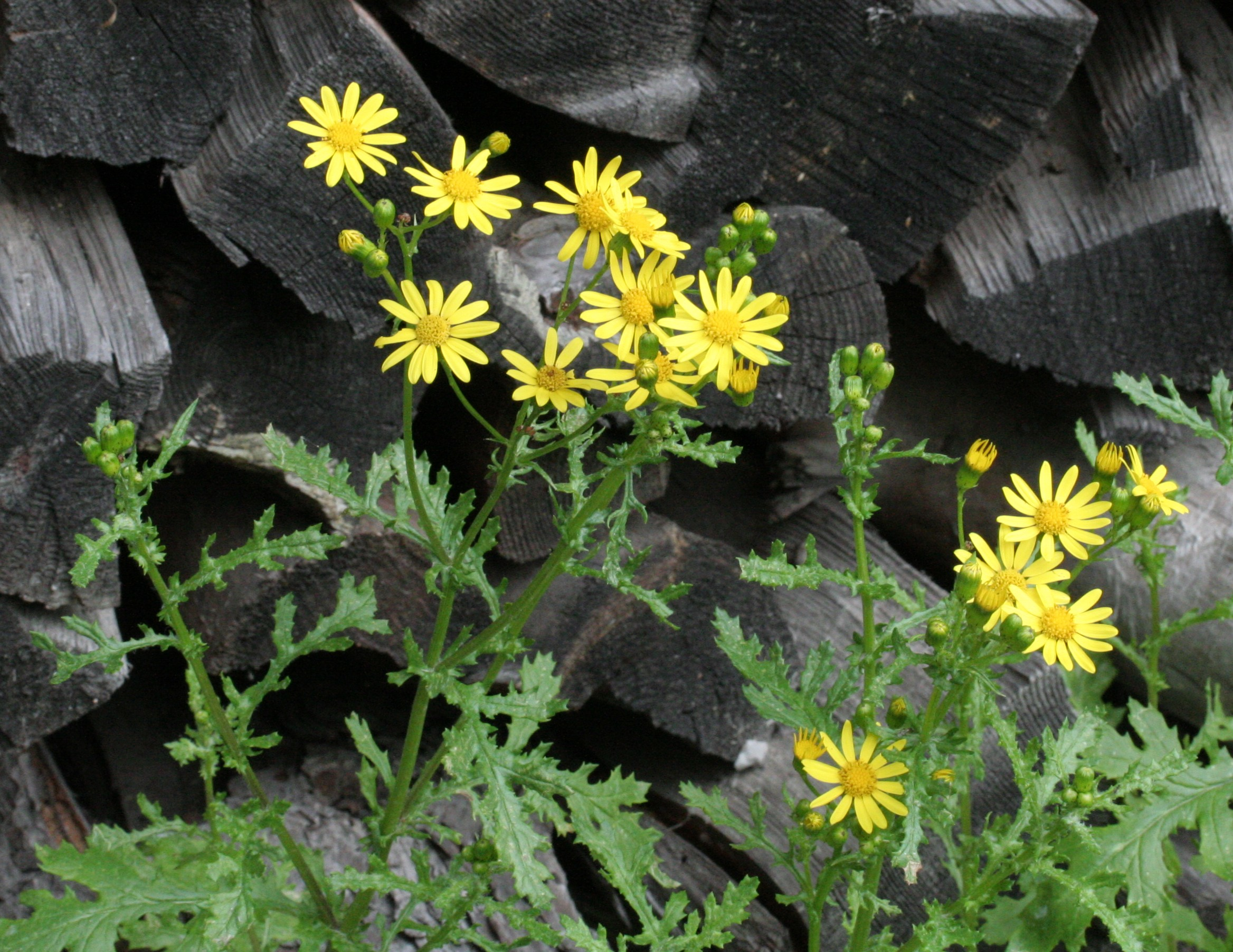
Il portamento

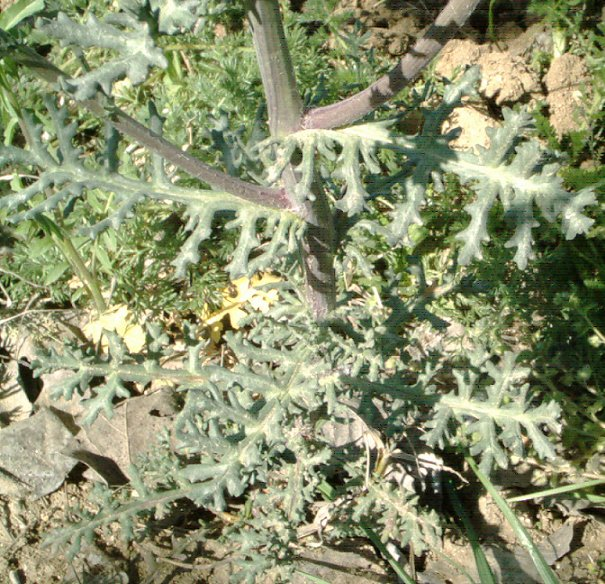
Le foglie

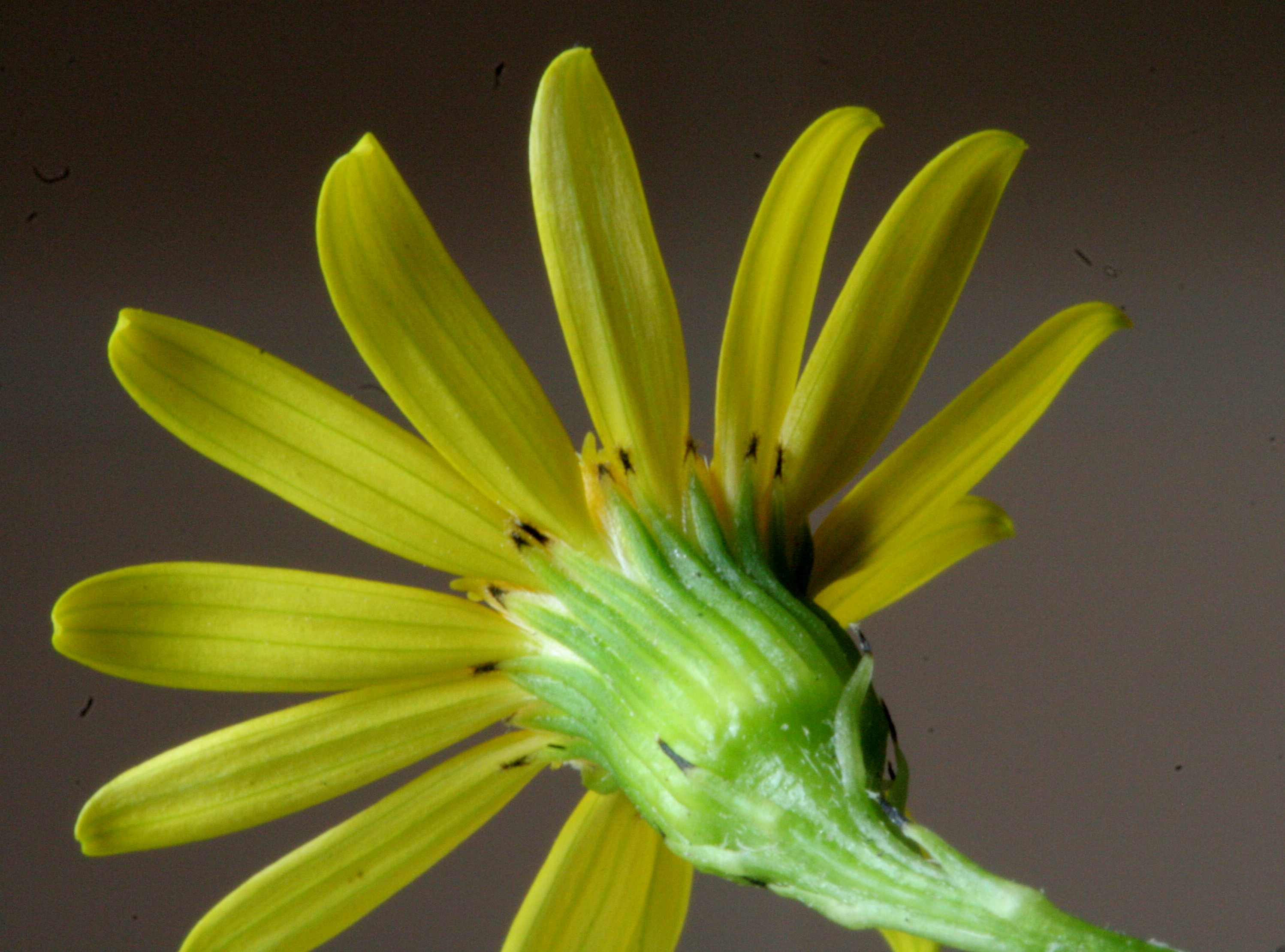
L'involucro con le squame

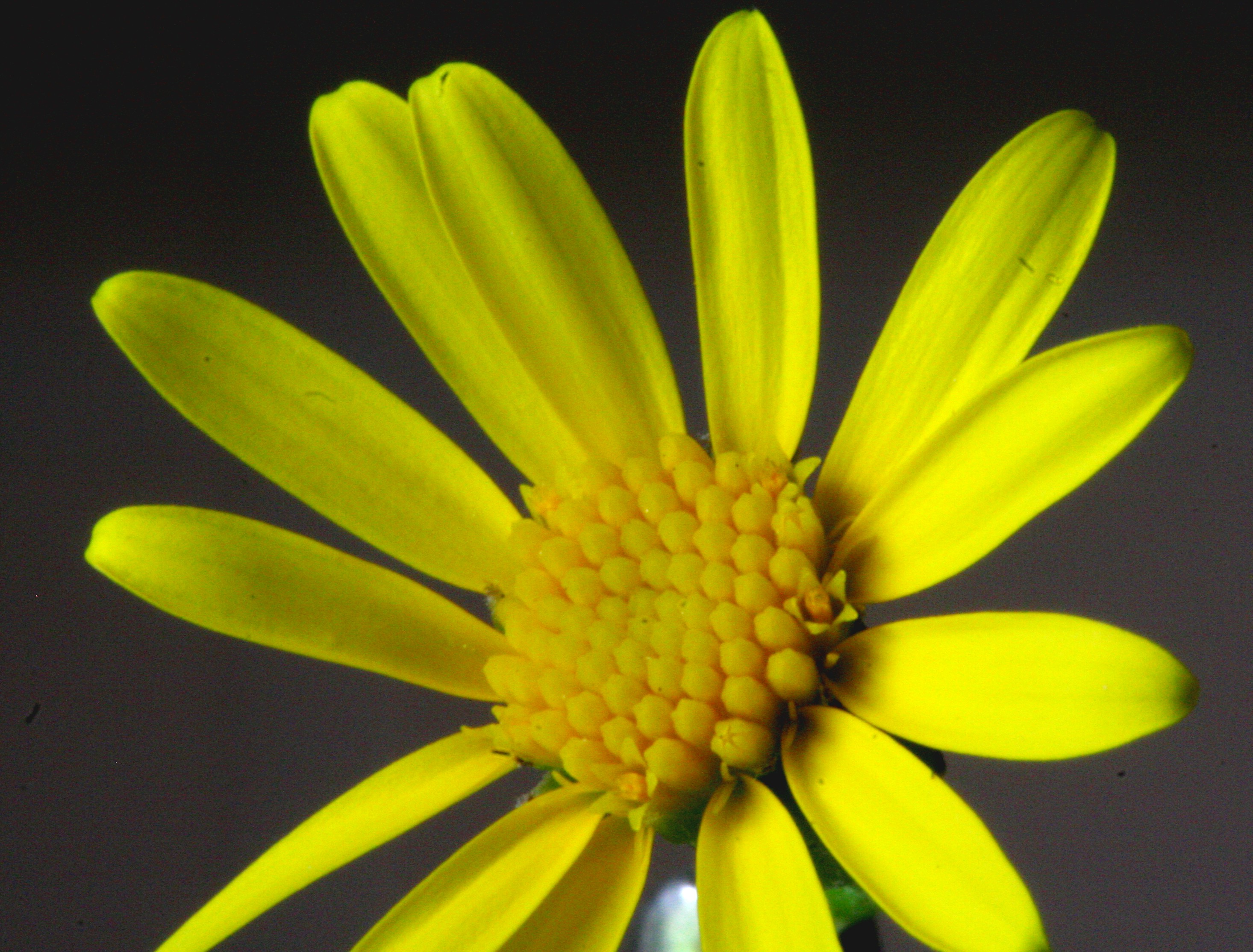
Il capolino con fiori ligulati e tubulosi

Habitus. L'altezza di questa pianta varia da 1 a 5 dm. La forma biologica è emicriptofita scaposa (H scap), ossia è una piante perenne, con gemme svernanti al livello del suolo e protette dalla lettiera o dalla neve, dotata di un asse fiorale eretto e spesso privo di foglie. In questa specie è possibile constatare anche un ciclo biologico bienne per cui può essere definita anche emicriptofita bienne (H bienn) o anche camefita suffruticosa (Ch suffr). L'habitus della pianta può essere tomentoso specialmente sulle foglie. Questa pianta inoltre possiede al suo interno delle sostanze chimiche quali i lattoni sesquiterpenici e gli alcaloidi pirrolizidinici.
Radici. Le radici in genere sono secondarie da rizoma e possono essere fibrose.
Fusto. 
- Parte ipogea: la parte sotterranea è un rizoma.
- Parte epigea: la parte aerea del fusto è erbacea con steli ascendenti, striati e glabri. Alcune sottospecie presentano delle parti legnose.

Foglie. Le foglie lungo il fusto sono disposte in modo alterno. La lamina è a contorno da lanceolato a ob-lanceolato. Il tipo di foglia è da pennato-partita con 2-4 paia di segmenti lanceolati o lobati fino a quasi intera con bordi appena lobati. La superficie è tomentosa e/o glabra. La parte indivisa varia e può comprendere solamente la nervatura centrale oppure essere larga quanto la foglia stessa. Dimensione massima e minima delle foglie: larghezza 1 – 4 cm; lunghezza 4 – 9 cm;
Infiorescenza. Le sinflorescenze sono composte da più capolini (da 6 a 20 per pianta) organizzati in formazioni corimbose ampie. La struttura dei capolini è quella tipica delle Asteraceae: un peduncolo con diverse brattee esterne (calice basale) sorregge un involucro cilindrico composto da brattee interne disposte su due ranghi, che fanno da protezione al ricettacolo più o meno piano e nudo (senza pagliette) sul quale s'inseriscono i fiori del disco tubulosi, e circa 13 fiori periferici (ligulati). Le brattee interne sono da 13 a 21, mentre quelle esterne sono da 5 a 15. Diametro dei capolini: 1,5 – 2,5 cm. Dimensioni dell'involucro: larghezza 4 mm; lunghezza 7 mm. L'apice delle brattee è annerito. Lunghezza delle brattee interne: 6 – 9 mm; quelle esterne 2 mm.
Fiori.  I fiori sono tetra-ciclici (formati cioè da 4 verticilli: calice – corolla – androceo – gineceo) e pentameri (calice e corolla formati da 5 elementi). Sono inoltre ermafroditi, più precisamente i fiori del raggio (quelli ligulati e zigomorfi) sono femminili; mentre quelli del disco centrale (tubulosi e actinomorfi) sono bisessuali o a volte funzionalmente maschili.
- Formula fiorale:

*/x K {\displaystyle \infty }, [C (5), A (5)], G 2 (infero), achenio
- Calice: i sepali del calice sono ridotti ad una coroncina di squame.
- Corolla: nella parte inferiore i petali della corolla sono saldati insieme e formano un tubo. In particolare le corolle dei fiori del disco centrale (tubulosi) terminano con delle fauci dilatate a raggiera con cinque lobi. Nella corolla dei fiori periferici (ligulati) il tubo si trasforma in un prolungamento ligulato, terminante più o meno con cinque dentelli. Il portamento della ligula è patente. Il colore dei fiori è giallo chiaro. Dimensione dei fiori ligulati: larghezza 2 – 3,5 mm; lunghezza 10 – 14 mm.
- Androceo: gli stami sono 5 con dei filamenti liberi. La parte basale del collare dei filamenti può essere dilatata. Le antere invece sono saldate fra di loro e formano un manicotto che circonda lo stilo. Le antere normalmente sono senza coda ("ecaudate"). La struttura delle antere è di tipo tetrasporangiato, raramente sono bisporangiate. Il tessuto endoteciale è radiale o polarizzato. Il polline è tricolporato (tipo "helianthoid").[17]
- Gineceo: lo stilo è biforcato con due stigmi nella parte apicale. Gli stigmi sono troncati; possono avere un ciuffo di peli radicali o in posizione centrale; possono inoltre essere ricoperti da minute papille; altre volte i peli sono di tipo penicillato. Le superfici stigmatiche sono due e separate. L'ovario è infero uniloculare formato da 2 carpelli.
- Antesi: da aprile a agosto.

Frutti. I frutti sono degli acheni con pappo. La forma degli acheni è più o meno affusolata. La superficie è percorsa da alcune coste longitudinali con ispessimenti marginali, e può essere glabra o talvolta pubescente. Non sempre il carpoforo è distinguibile. Il pappo, persistente o caduco, è formato da numerose setole snelle e bianche (lisce o barbate); le setole possono inoltre essere connate alla base; sono tutte della stessa lunghezza.

## Biologia
Impollinazione: l'impollinazione avviene tramite insetti (impollinazione entomogama tramite farfalle diurne e notturne).

Riproduzione: la fecondazione avviene fondamentalmente tramite l'impollinazione dei fiori (vedi sopra).

Dispersione: i semi (gli acheni) cadendo a terra sono successivamente dispersi soprattutto da insetti tipo formiche (disseminazione mirmecoria). In questo tipo di piante avviene anche un altro tipo di dispersione: zoocoria. Infatti gli uncini delle brattee dell'involucro (se presenti) si agganciano ai peli degli animali di passaggio disperdendo così anche su lunghe distanze i semi della pianta. Inoltre per merito del pappo il vento può trasportare i semi anche a distanza di alcuni chilometri (disseminazione anemocora).

## Distribuzione e habitat
Il Senecio squalidus si trova in Europa più o meno centrale; si trova nel Magreb e introdotto in America settentrionale. L'habitat preferito è molto vario: zone collinari, boschi, aree antropizzate e disturbate.

## Tassonomia
La famiglia di appartenenza di questa voce (Asteraceae o Compositae, nomen conservandum) probabilmente originaria del Sud America, è la più numerosa del mondo vegetale, comprende oltre 23.000 specie distribuite su 1.535 generi, oppure 22.750 specie e 1.530 generi secondo altre fonti (una delle checklist più aggiornata elenca fino a 1.679 generi). La famiglia attualmente (2021) è divisa in 16 sottofamiglie; la sottofamiglia Asteroideae è una di queste e rappresenta l'evoluzione più recente di tutta la famiglia.

### Filogenesi
Il genere di questa voce appartiene alla sottotribù Senecioninae della tribù Senecioneae (una delle 21 tribù della sottofamiglia Asteroideae). La struttura della sottotribù è molto complessa e articolata (è la più numerosa della tribù con oltre 1.200 specie distribuite su un centinaio di generi) e al suo interno sono raccolti molti sottogruppi caratteristici le cui analisi sono ancora da completare. Il genere di questa voce è il principale della sottotribù con quasi 1500 specie. Nell'ambito della filogenesi delle Senecioninae Senecio è polifiletico e molti sue specie sono attualmente "sparse" tra gli oltre 100 generi della sottotribù. Senecio s.str. è posizionato più o meno alla base della sottotribù  (è uno dei primi generi che si sono separati).
La specie  Senecio squalidus è individuata dai seguenti caratteri specifici:
- il ciclo biologico è perenne;
- il contorno delle foglie è lanceolato, oblanceolato o spatolato;
- la venatura delle foglie è pennata;
- i fiori ligulati sono 12 - 20;
- gli acheni (glabri o pubescenti) sono lunghi 2 - 4 mm.

Il numero cromosomico della specie è 2n = 10 e 20.

### Variabilità
Nella "Flora d'Italia" (ed. 2018) la specie di questa voce è indicata a capo del Complesso di Senecio squalidus. Il complesso, i cui caratteri sono più o meno quelli della specie S. sqaulidus, è composto da 5 specie (in realtà tutte sottospecie di S. squalisus): 
- Senecio squalidus L.;
- Senecio chrysanthemifolius Poir. - Sinonimo di Senecio squalidus subsp. chrysanthemifolius (Poir.) Greuter;
- Senecio aethnensis Jan ex DC. - Sinonimo di Senecio squalidus subsp. aethnensis (DC.) Greuter:
- Senecio rupestris Waldst. & Kit - Sinonimo di Senecio squalidus subsp. rupestris (Waldst. & Kit.) Greuter;
- Senecio siculus All. - Sinonimo di Senecio squalidus subsp. microglossus (Guss.) Arcang..

In questo gruppo i caratteri che maggiormente subiscono variabilità sono:
- ciclo biologico: in Sicilia prevalgono cicli biologici bienni o perenni, mentre in Sardegna sono solo annuali;
- portamento: nell'Appennino si riscontrano popolazioni con stature più basse e portamenti più gracili;
- indumento: la pelosità è variabile (sui Nebrodi si possono trovare individui completamente glabri);
- dimensione delle foglie: al sud le dimensioni sono minori (larghezza 1 – 2 cm; lunghezza 5 - 6 cm);
- lobi delle foglie: può variare la profondità dei lobi, la distanza tra gli stessi o la larghezza dei lobi (alcune varietà si presentano con lacinie strette da 2 – 5 mm); in particolare nella sottospecie aethnensis a quote basse (fino a 1000 m s.l.m.) le foglie sono del tipo 2-pennatosette con lacinie acute (larghezza 2 mm; lunghezza 15 – 20 mm), mentre a quote più alte (da 1000 fino a 2000 m s.l.m.) le foglie hanno una lamina più lanceolato-lineare (larghezza 1 – 1,5 mm; lunghezza 5 – 7 mm) con 2 – 4 paia di segmenti lobati, più in altro le foglie sono completamente intere o debolmente lobate;
- infiorescenza: i corimbi possono essere densi o lassi e divaricati;
- brattee: il numero delle brattee dell'involucro è variabile.

Per questa specie sono riconosciute 12 entità intraspecifiche: In Italia sono presenti le seguenti sottospecie:

#### Subsp.rupestris

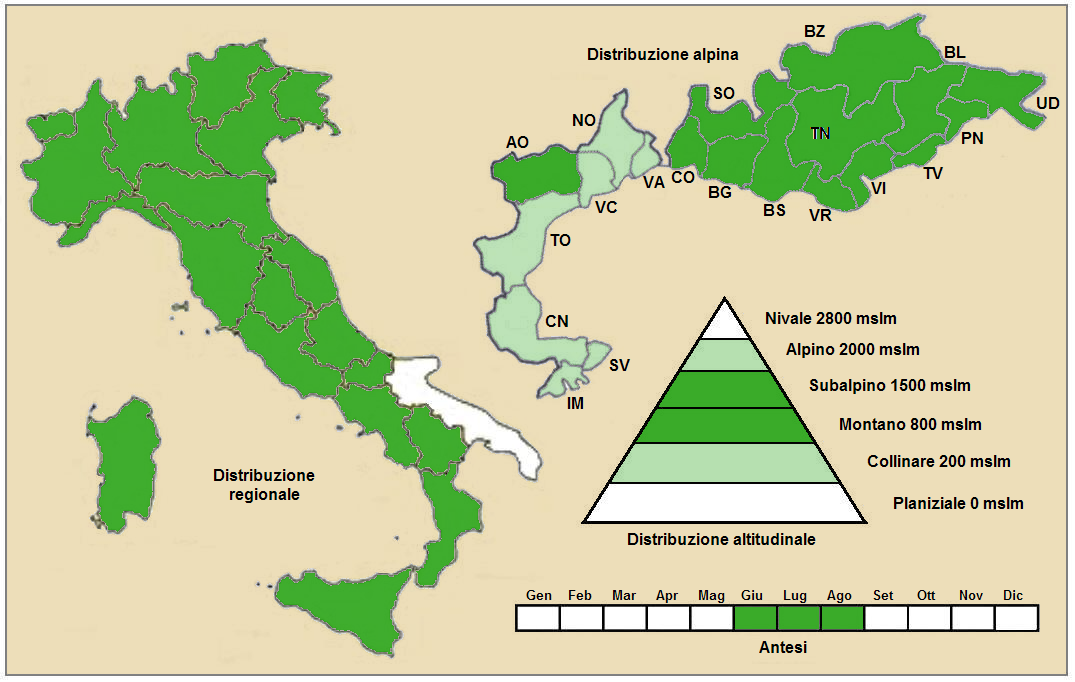
Distribuzione della sottospecie rupestris (Distribuzione regionale – Distribuzione alpina)

- Nome scientifico: Senecio squalidus subsp. rupestris (Waldst. & Kit.) Greuter (2005).
- Basionimo: Senecio rupestris Waldst. & Kit..
- Nome comune: senecione rupestre.
- Descrizione: la lamina delle foglie ha un contorno da lanceolato a ob-lanceolato; la massima larghezza della foglia si ha da 3/5 a 1/3 dall'apice; la parte indivisa è larga 4 – 8 mm; dimensione delle foglie: larghezza 1 – 3 cm; lunghezza 4 – 7 cm; le brattee interne dell'involucro sono 21, quelle esterne 6 - 12.
- Geoelemento: il tipo corologico (area di origine) è Orofita – Sud Est Europeo.
- Distribuzione: in Italia il Senecio squalidus subsp. rupestris è comune ovunque (la sottospecie rupestris sembra mancare in Puglia e in Sicilia); nelle Alpi, oltre all'Italia, è presente in Francia (dipartimento della Savoia), in Svizzera (cantone Grigioni), in Austria e Slovenia. Sugli altri rilievi europei si trova nei Monti Balcani e Carpazi; si trova inoltre in Africa del Nord-ovest.
- Habitat: l'habitat tipico per queste piante sono i greti, le massicciate, i bordi delle strade, le zone ruderali e i recinti del bestiame. Il substrato preferito è calcareo e in parte anche calcare/siliceo con pH neutro, alti valori nutrizionali del terreno che deve essere mediamente umido.
- Distribuzione altitudinale: sui rilievi queste piante si possono trovare da 1200 fino a 2500 m s.l.m.; frequentano quindi i seguenti piani vegetazionali: subalpino e montano e in parte quello alpino.
- Fioritura: da giugno a agosto.
- Fitosociologia: dal punto di vista fitosociologico Senecio squalidus appartiene alla seguente comunità vegetale:

Formazione: delle comunità delle fessure, delle rupi e dei ghiaioni.
Classe: Thlaspietea rotundifolii.
- Biologia: la pianta è tossica per la presenza di alcaloidi ad azione lenta ma molto dannosa per il fegato e cancerogena, che possono anche passare al miele ed al latte.
- Sistematica: nella "Flora d'Italia" alla subsp. rupestris viene affiancata la subsp. calabricus (senecione della Calabria); si distingue per le foglie da obovato-lanceolate a lanceolate lunghe 2 - 4 volte la larghezza e per i margini denticolati.

#### Subsp.microglossus

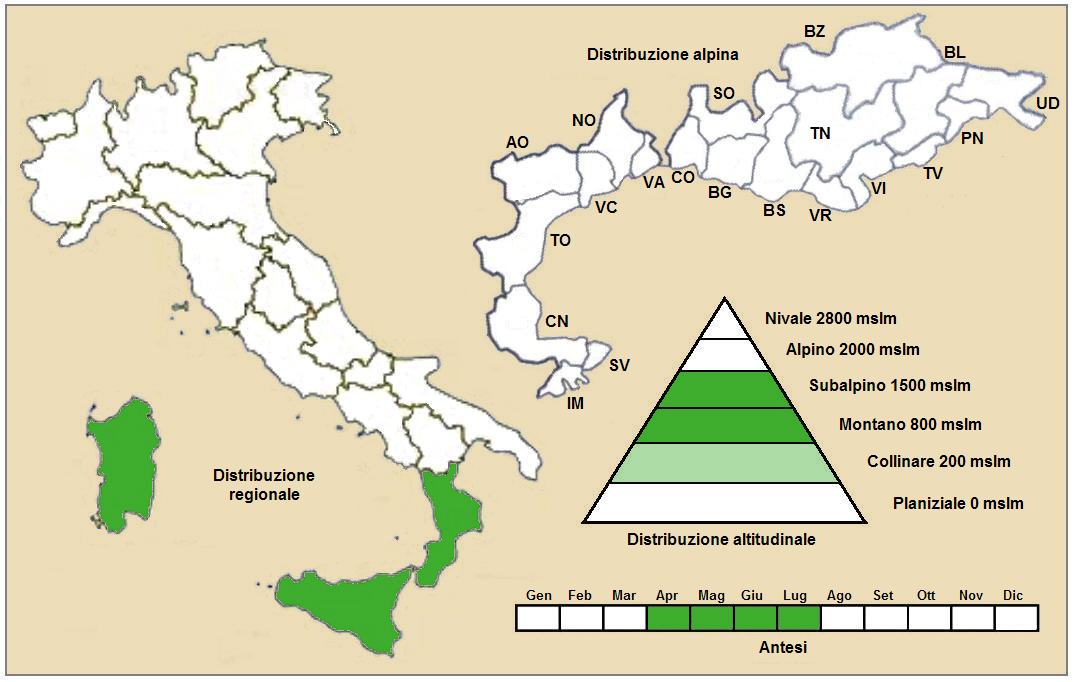
Distribuzione della sottospecie microglossus (Distribuzione regionale)

- Nome scientifico: Senecio squalidus subsp. microglossus (Guss.) Arcang. (1882).
- Nome comune: senecione dei Nebrodi.
- Descrizione: l'altezza varia da 2 a 3 dm; la lamina delle foglie ha un contorno spatolato; la massima larghezza della foglia si ha da 2/5 a 1/4 dall'apice; la parte indivisa è larga 8 – 15 mm; i lobi (3 – 4 per lato) sono molto larghi e vicini uno all'altro; le giovani foglie si presentano con densi peli ragnatelosi; dimensione delle foglie: larghezza 2 – 4 cm; lunghezza 5 – 9 cm; il picciolo (lungo circa metà foglia) ha delle orecchiette amplessicauli; diametro del capolino 2 cm; i peduncoli hanno poche brattee; le brattee interne sono 21 (lunghe 6 mm), quelle esterne 12 – 15 (lunghe 2 mm); diametro dell'involucro: 7 mm; dimensione dei fiori ligulati: larghezza 3,5 mm; lunghezza 12 – 14 mm.
- Geoelemento: il tipo corologico (area di origine) è Endemico.
- Distribuzione: in Italia questa sottospecie si trova in Sicilia.
- Habitat: l'habitat tipico per queste piante sono i macereti, le rupi ombrose e i vecchi muri.
- Distribuzione altitudinale: sui rilievi queste piante si possono trovare fino a 1.400 m s.l.m.; frequentano quindi i seguenti piani vegetazionali: subalpino e montano e in parte quello collinare.
- Fioritura: da aprile a luglio.

#### Subsp.aethnensis

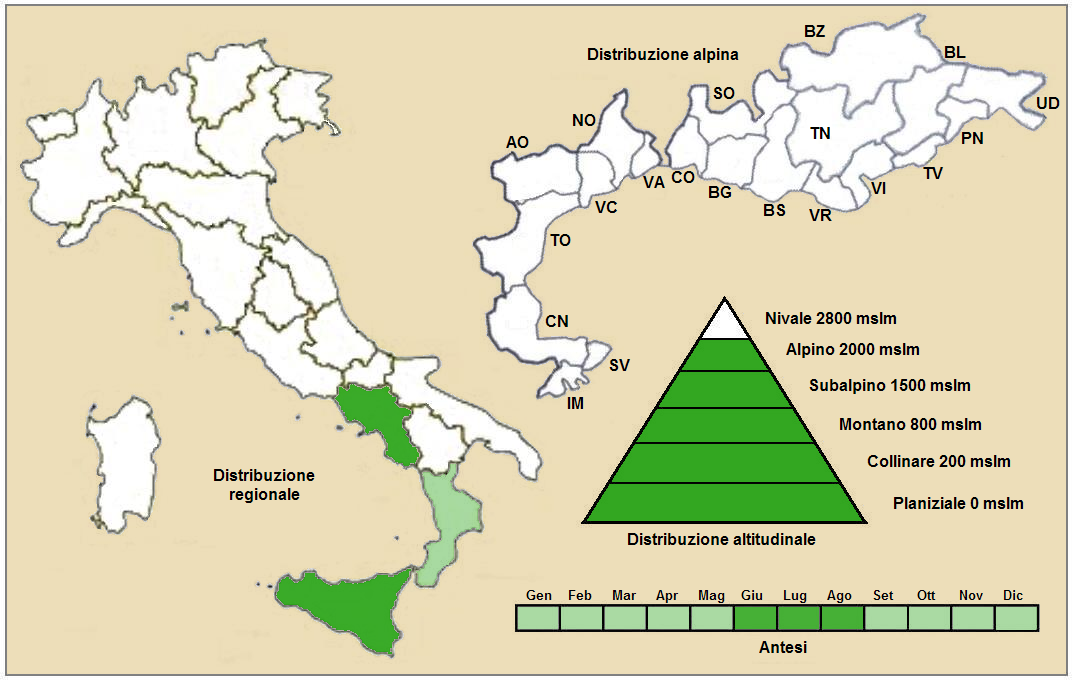
Distribuzione della sottospecie aethnensis (Distribuzione regionale)

- Nome scientifico: Senecio squalidus subsp. aethnensis (DC.) Greuter .
- Basionimo: Senecio aethnensis Jan ex DC. .
- Nome comune: senecione glauco.
- Descrizione: questa sottospecie può essere considerata camefita suffruticosa (Ch suffr), ossia una pianta perenne e legnosa alla base, con gemme svernanti poste ad un'altezza dal suolo tra i due ed i 30 cm, e con le porzioni erbacee che seccano annualmente e rimangono in vita soltanto le parti legnose; l'altezza varia da 1 a 5 dm; questa pianta è considerata suffrutice legnosa specialmente alla base; in genere è glauca e glabra con fusto arrossato; le foglie sono variabili a consistenza carnosa; l'infiorescenza è di tipo corimboso lasso; capolini: diametro 1,5 – 2,5 cm; le brattee interne sono 13 (lunghezza 7 – 9 mm), quelle esterne 5 – 9 (lunghezza 1 –2 mm) con apice annerito; fiori ligulati: larghezza 1,5 mm; lunghezza 10 – 11 mm.
- Geoelemento: il tipo corologico (area di origine) è Endemico.
- Distribuzione: in Italia questa sottospecie si trova in Calabria e in Sicilia.
- Habitat: l'habitat tipico per queste piante sono le sabbie laviche e gli incolti.
- Distribuzione altitudinale: sui rilievi queste piante si possono trovare fino a 2.000 - 2.850 m s.l.m.; frequentano quindi tutti i piani vegetazionali escluso quello nivale.
- Fioritura: da giugno a agosto (a quote più basse da gennaio a dicembre).
- Fitosociologia: per l'areale completo italiano Senecio squalidus appartiene alla seguente comunità vegetale:

Macrotipologia: vegetazione arbustiva
Classe: Cisto ladaniferi-Lavanduletea stoechadis Br.-Bl. in Br.-Bl., Molinier & Wagner, 1940
Ordine: Rumici-Astragaletalia siculi Pignatti & Nimis in E. Pignatti, Pignatti, Nimis & Avanzini, 1980
Alleanza: Rumici-Astragalion siculi Poli, 1965
Descrizione. L'alleanza Rumici-Astragalion siculi è relativa alle comunità orofile e camefitiche che si sviluppano su substrati vulcanici dell’Etna in un intervallo altimetrico che va dai 1400 ai 2900 metri. Distribuzione: l’alleanza è endemica dell’Etna. Queste cenosi pioniere hanno delle copertura tipicamente discontinue, spesso costituite da nuclei sparsi e isolati dominate da arbusti nani, spesso spinosi e con habitus pulvinato all’interno dei quali si stabiliscono alcune specie erbacee. Sono comunità paucispecifiche.
Specie presenti nell'associazione: Anthemis aetnensis, Astragalus siculus, Bellardiochloa aetnensis, Erysimum etnense, Rumex aetnensis, Senecio squalidus subsp. aethnensis, Senecio squalidus subsp. chrysanthemifolius, Tanacetum siculum, Viola aethnensis, Robertia taraxacoides.

#### Subsp.chrysanthemifolius
- Nome scientifico: Senecio squalidus subsp. chrysanthemifolius (Poir.) Greuter .
- Descrizione: questa sottospecie può essere considerata camefita suffruticosa (Ch suffr), ossia una pianta perenne e legnosa alla base, con gemme svernanti poste ad un'altezza dal suolo tra i due ed i 30 cm, e con le porzioni erbacee che seccano annualmente e rimangono in vita soltanto le parti legnose; tutta la pianta è glabra a parte alcuni peli lungo le nervature delle foglie; le foglie inferiori sono 2-pennatosette con segmenti lineari stretti; i capolini sono relativamente piccoli con brattee strettamente lineari.
- Geoelemento: il tipo corologico (area di origine) è Endemico.
- Distribuzione: in Italia questa sottospecie si trova in Sicilia.
- Habitat: l'habitat tipico per queste piante sono i substrati rocciosi fragili fino a 1.200 m s.l.m..
- Fitosociologia: vedi la subsp. aethnensis.

#### Subsp.sardous
- Nome scientifico: Senecio squalidus subsp. sardous Greuter .
- Nome comune: senecione della Sardegna.
- Descrizione: questa sottospecie può essere considerata terofita scaposa (T scap), ossia in generale sono piante erbacee che differiscono dalle altre forme biologiche poiché, essendo annuali, superano la stagione avversa sotto forma di seme e sono munite di asse fiorale eretto e spesso privo di foglie; le foglie sono dentate e più o meno scarsamente amplessicauli; le sinflorescenze sono formate da corimbi lassi e divaricati.
- Geoelemento: il tipo corologico (area di origine) è Endemico.
- Distribuzione: in Italia questa sottospecie è rara e si trova in Sardegna.
- Habitat: l'habitat tipico per queste piante sono i boschi aperti e i margini boschivi su substrato siliceo.
- Distribuzione altitudinale: sui rilievi queste piante si possono trovare fino a 100 - 1.000 m s.l.m..

#### Altre sottospecie
Altre sottospecie riconosciute per la specie di questa voce sono:
- Senecio squalidus subsp. araneosus (Emb. & Maire) C. Alexander (1979) - Distribuzione: Marocco.
- Senecio squalidus subsp. aurasicus (Batt.) C. Alexander (1979) - Distribuzione: Algeria e Sicilia.
- Senecio squalidus var. bipinnatifidus  (Vis.) P.D.Sell - Distribuzione: Gran Bretagna.
- Senecio squalidus var. laciniatus  (Vis.) P.D.Sell - Distribuzione: Gran Bretagna.
- Senecio squalidus var. pinnatifidus  (Evers ex Hegi) P.D.Sell - Distribuzione: Gran Bretagna.

### Chiave analitica per le sottospecie italiane
L’elenco seguente utilizza in parte il sistema delle chiavi analitiche (vengono cioè indicate solamente quelle caratteristiche utili a distingue un taxon dall'altro):
- 1A: queste piante hanno una forma biologica suffruticosa perenne con fusti lignificati alla base; le foglie sono verdi-glauche con consitenze grassette e glabre sulla superficie;

- 2A: le foglie sono del tipo 2-pennatosette con lacinie acute;

subsp. microglossus: le ligule dei fiori sono lunghe 10 - 12 mm; il diametro dei capolini è di 15 - 25 mm.
subsp. chrysanthemifolius: le ligule dei fiori sono lunghe 4 - 8 mm; il diametro dei capolini è di 10 - 15 mm.
- 2B: il contorno delle foglie è lanceolato con bordi interi o inciso-dentati;

subsp. aethnensis: le foglie hanno i bordi interi o appena dentellati; il diametro dei capolini è di 20 - 25 mm.
- 1B: il portamento delle piante è erbaceo (annuale o perenne); le foglie sono verdi a consistenza fogliacea con superfici pubescenti;

subsp. rupestris: il ciclo biologico delle piante è bienne o perenne; le foglie sono del tipo pennato-partito con 3 - 4 paia di segmenti.
subsp. sardous: il ciclo biologico delle piante è annuale; i bordi delle foglie sono dentati e possono essere amplessicauli.

### Sinonimi
Sono elencati alcuni sinonimi per questa entità:
- Sinonimi per la subsp rupestris:

- Senecio rupestris Waldst. & Kit. 
- Senecio squalidus var. rupestris  (Waldst. & Kit.) P.D.Sell 
- Jacobaea lanuginosa  C.Presl 
- Jacobaea nebrodensis  Raf. 
- Senecio laciniatus  Bertol. 
- Senecio montanus  Willd.
- Senecio montanus  Hoppe ex Nyman
- Senecio multangularis  Tausch
- Senecio paradoxus  Hoppe ex Willd. 
- Senecio rupestris var. discoideus  Gaudin 
- Senecio viscosus  Webb 

- Sinonimi per la subsp microglossus:

- Senecio squalidus var. microglossus Guss.
- Senecio siculus  All. 
- Senecio siculus var. nemoralis  (Gennari) Pignatti 

- Sinonimi per la subsp chrysanthemifolius:

- Senecio chrysanthemifolius Poir. 

- Sinonimi per la subsp sardous:

- Senecio leucanthemifolius var. nemoralis  Gennari  
- Senecio nebrodensis var. sardous  Fiori  
- Senecio sardous  (Fiori) Arrigoni